# The Sound of Silence
|  | Per a altres significats, vegeu «Sounds of Silence». |

«The Sound of Silence» és una cançó del duet Simon and Garfunkel. Fou escrita el febrer de 1964 per Paul Simon poc després de l'assassinat de John F. Kennedy el 1963, i va impulsar el grup cap a la fama. Als Estats Units fou el segon tema més popular de la banda després de «Bridge over Troubled Water».
A «The Sound of Silence», Simon toca la guitarra acústica i tots dos canten. Originalment fou gravada com un tema acústic del seu primer àlbum, Wednesday Morning, 3 A.M. (1964), però sota les ordres del productor de la discogràfica, Tom Wilson, la cançó fou regravada amb percussió, baix elèctric i guitarra elèctrica sense que Simon i Garfunkel ho sabessin ni hi participessin. La cançó fou rellançada com a senzill el setembre de 1965.
El senzill va arribar al número u de les llistes l'1 de gener del 1966 i fou inclòs en el posterior àlbum del duet, Sounds of Silence.
«The Sound of Silence» originalment fou anomenada «The Sounds of Silence» i, de fet, es titula així en els primers àlbums on aparegué i en la primera publicació del senzill; en recopilacions més tardanes es reanomenà a «The Sound of Silence». A la lletra de la cançó, hi surten aquests mots tant en singular com en plural.